# David Deejay
David Deejay (* 10. Dezember 1980 in Bârlad als Adi Cristian Colceru) ist ein rumänischer DJ, Musikproduzent und Komponist im Bereich der Dance-, House- und elektronischen Popmusik.
David Deejay ist der erste rumänische Künstler, dem es gelang, fünf Nummer-eins-Hits in Folge zu liefern. Darüber hinaus ist er Musikproduzent. So arbeitete er schon mit dem Sänger Dony, der Sängerin Ela Rose, dem DJ Mossano und Laurențiu Duță, der ebenfalls als Musikproduzent tätig ist, zusammen.
Während seiner Musikkarriere wurde Colceru mit zahlreichen Preisen ausgezeichnet, so z. B. den Romanian Music Award for Best DJ.
Anfang des Jahres 2014 gab Colceru im Internet bekannt, dass er mit Ablauf des Jahres keine Liveauftritte u. ä. mehr geben wird. Seine Karriere als DJ wird er vorerst beenden. Persönliche Gründe sprechen für seine Entscheidung. Weiterhin wolle er sich aber mit der Musik beschäftigen.

## Leben und Karriere
Colceru wurde 1980 in Bârlad geboren. Er besuchte die dort ansässige Grundschule von 1987 bis 1991 und später die Mittelschule von 1991 bis 1997. Diese schloss er mit dem Realschulabschluss ab. Während seiner Schulzeit begann Colceru im Alter von 16 Jahren Geigenunterricht zu nehmen.
2003 zog er von seiner Heimatstadt nach Bukarest, wo er auf den Produzenten Laurențiu Duță traf. Dies war der Beginn seiner Karriere. Mithilfe von Duță begann er bald darauf Songs vorerst für verschiedene rumänische Bands zu produzieren. Dazu zählen u. a. Hi-Q, Akcent und 3rei Sud Est, in der Duță selbst Mitglied ist. Noch im selben Jahr begann Colceru mit der Hilfe von Duță neben seiner Arbeit im Studio in Clubs und Diskotheken in Bukarest unter dem Namen David Deejay zu arbeiten.
Im Jahr 2008 lernte er den Sänger Dony kennen, der bis dahin Mitglied von Refflex war, ein Pop-Duo mit Cristian Dumitrescu. Nach der Entscheidung Donys, mit Deejay zusammenzuarbeiten, nahmen die beiden ihren ersten gemeinsamen Song Sexy Thing auf, der nach der Veröffentlichung sofort ein Nummer-eins-Hit wurde. Auch das Lied Nasty Dream, dass noch im selben Jahr erschien, konnte sich auf Platz eins der Charts platzieren.
Mit der Sängerin Ela Rose produzierte Colceru 2009 die Single I can feel, die den dritten Platz in den Romanian Top Ten erreichte, in den Niederlanden stieg der Song sogar auf Platz zwei in den Netherland Top 40.
Die drei später herausgebrachten Lieder So Bizzare und Temptation mit Dony sowie Indianotech mit Mossano landeten auf Platz eins in den Charts.
Ende 2009 begann Colceru zusammen mit Dony die Arbeiten am ersten gemeinsamen Studioalbum Popcorn, welches am 10. Februar 2010 veröffentlicht wurde. Das Album enthält 14 Tracks, darunter drei EPs und ein Remix.
Anfang des Jahres 2014 gab Colceru auf seiner Website und später auf Facebook bekannt, dass er vorerst seine Karriere als DJ beenden will. Zu viele persönliche Gründe sprächen dafür. Mit der Arbeit als Musikproduzent wolle er jedoch fortfahren und Musiker und Sänger bei deren Produktion von Liedern und Kompilationen unterstützen. Sein bislang letzter veröffentlichter Song ist I’m done im Duett mit Ela Rose, welcher aber keine Chartposition erreichte.

## Diskografie
Alben
- 2010: Popcorn (mit Dony)

Singles
- 2008: Sexy Thing (feat. Dony)
- 2008: Nasty Dream (feat. Dony)
- 2009: I can feel (feat. Ela Rose)
- 2009: So Bizzare (feat. Dony)
- 2010: Temptation (feat. Dony)
- 2010: Jacuzzi (feat. Dony)
- 2010: Indianotech (feat. Mossano)
- 2011: Perfect 2 (feat. P Jolie & Nonis)
- 2011: No U No Love (feat. Ela Rose & Gino Manzotti)
- 2011: Magnetic (feat. Ami)
- 2012: I’m done (feat. Ela Rose)

## Auszeichnungen und Nominierungen
Romanian Music Awards
Gewonnen
- 2008: in der Kategorie „Best DJ“ für Sexy Thing
- 2009: in der Kategorie „New Sound Creator“ für Nasty Dream
- 2010: in der Kategorie „Best Pop“ für Temptation

Nominiert
- 2008: in der Kategorie „Best New Act“ für Sexy Thing
- 2008: in der Kategorie „Best Song“ für Sexy Thing
- 2009: in der Kategorie „Best Dance“ für Nasty Dream
- 2009: in der Kategorie „Best DJ“ für Nasty Dream
- 2010: in der Kategorie „Best Album“ für Popcorn
- 2012: in der Kategorie „Best Dance“ für So Bizarre

MTV Europe Music Awards
- 2009: in der Kategorie „Best Romanian Act“